# Туйєтас
Туйєта́с (каз. Түйетас) — село у складі району Байдібека Туркестанської області Казахстану. Входить до складу Боралдайського сільського округу.
Населення — 662 особи (2021; 660 у 2009, 624 у 1999, 440 у 1989).